# 長谷川亮一 (歴史学者)
長谷川 亮一（はぜがわ りょういち、1977年 - ）は、日本近現代史を専門とする日本の歴史学者。

## 略歴
- 1977年 - 千葉県で生まれる[1]。
- 2007年3月 - 千葉大学大学院社会文化科学研究科（博士課程）日本研究専攻修了、博士（文学）[1]
- 2007年10月 - 千葉大学大学院人文社会科学研究科特別研究員（-2017年3月）
- 2009年5月 - 千葉大学普遍教育センター非常勤講師（2010年4月-7月、2011年4月-7月再任）
- 2010年4月 - 千葉大学文学部非常勤講師（-2010年9月）
- 2010年4月 - 東邦大学薬学部非常勤講師（-2011年9月）

## 著書

### 単著
- 「皇国史観」という問題 十五年戦争期における文部省の修史事業と思想統制政策（2008年1月1日、白澤社、ISBN 978-4-7684-7923-0）
- 地図から消えた島々（2011年5月20日、吉川弘文館、ISBN 978-4-642-05722-6）[2][3]
- 教育勅語の戦後（2018年9月20日、白澤社、ISBN 978-4-7684-7973-5）

### 共著
- 近代日本の偽史言説 歴史語りのインテレクチュアル・ヒストリー（2017年11月10日、小澤実編、勉誠出版、ISBN 978-4-585-22192-0）
- 徹底検証 教育勅語と日本社会（2017年11月23日、岩波書店編集部編、岩波書店、ISBN 978-4-00-061233-3）